# Маттсон, Улле
Улле Маттсон (швед. Olle Mattson; 27 ноября 1922, Уддевалла, Гётеборг-Бохус — 3 августа 2012, Уддевалла, Вестра-Гёталанд) — шведский писатель

 и сценарист.

## Биография
Сын фермера. В 1945—1948 годах учился в Стокгольмском университете.
Известен как автор книг для детей, в частности повести Бриг «Три лилии» (швед. Briggen Tre liljor, 1955) и её продолжения Миккель-мореход (Mickel Sjöfarare, 1958). В 1956 году за Бриг «Три лилии» Маттсону была присуждена премия Нильса Хольгерссона. Книги Маттсона переведены на 14 иностранных языков. Действия произведений писателя часто происходят в его родной провинции Бохуслен.
Также автор сценариев нескольких фильмов («Сюннёве Сульбаккен» (1957), «Бриг „Три лилии“» (1961)), телесериалов («Золото Вороньей горы» (1969) и др.) и радиоспектаклей. Написал тексты песен к фильму «Сюннёве Сульбаккен».

## Семья
Жена — Анита Маттсон, в семье родилось четверо детей. Дочь Эллен Маттсон также стала писательницей.

## Награды
- Премия Нильса Хольгерссона[швед.] (1956)
- Expressens Heffaklump (1975)